# Christina Schilling
Christina Schilling er en dansk sangskriver, sanger og musiker. Hun har skrevet sange til kunstnere i Danmark, Sverige, Island, Spanien, Slovenien, Letland, Litauen og Sydafrika, og hendes musik er blevet bruge i film, musicals og teaterforestillinger. Hun er en del af sangskriverteamet Pixieland Productions. Schilling er også medlem, sangskriver og vokalist i jazzpop-gruppen Technicoloured Roses. Udover at skrive musik er Christina Schilling også sanger og har bl.a. medvirket på kor på div. albums, sunget backup vocals/kor i Dansk Melodi Grand Prix, musicals og hendes stemme kan også høres i forskellige reklamer og radiojingles.

## Viña del Mar International Song Festival
I 2013 var Schilling en af sangskriverne bag vinderen af Viña del Mar International Song Festival 2013. Sangen "Because You Can" blev fremført af den islandske sangerinde Hera Björk.

## Eurovision Song Contest
I 2009 var Christina Schilling en af sanskriverne bag det irske Melodi Grand Prix-bidrag "Et Cetera", der blev fremført af den irske sangerinde Sinead Mulvey og pigebandet Black Daisy. "Et Cetera" er skrevet af Niall Mooney, Jonas Gladnikoff, Daniele Moretti og Christina Schilling, og repræsenterede Irland ved Eurovision Song Contest 2009 i Moskva.

## Dansk Melodi Grand Prix & nationale Eurovisionsfinaler
- Someday med Hera Björk (Danmark 2009), 2. plads
- Et Cetera med Sinéad Muvley & Black Daisy (Irland 2009), 1. plads
- Tonight med Kafka ir Ruta (Litauens Melodi Grand Prix 2010), 4. plads (semi-finale)
- Falling med Nikki Kavanagh (Ireland 2011), 2. plads
- Sueños rotos med Melissa (Spain 2011), 5. plads
- Volver med Auryn (Spain 2011), 2. plads
- Run med Eva Boto (Slovenia 2012)
- Fool In Love med Davids & Dinara (Latvia 2013)
- Conquer My Heart med Svetlana Bogdanova (Moldova 2013)
- Sound of Colours med Jurgis Bruzga (Lithuania 2015), 5. plads
- Dangerous (S.O.S.) (Lithuania 2015), 3. plads